# Кольський повіт
Кольський повіт (пол. powiat kolski) — один з 31 земських повітів Великопольського воєводства Польщі.
Утворений 1 січня 1999 року в результаті адміністративної реформи.

## Географія
Річки: Ргілевка.

## Загальні дані
Повіт знаходиться у східній частині воєводства.
Адміністративний центр — місто Коло.
Станом на 1.01.2008 населення становить 88 404 осіб, площа 1010,71 км².

## Демографія
Демографічні дані повіту станом на 30.06.2005:
|       | Всього | Всього | Жінки  | Жінки | Чоловіки | Чоловіки |
| ----- | ------ | ------ | ------ | ----- | -------- | -------- |
|       | осіб   | %      | осіб   | %     | осіб     | %        |
| Повіт | 88 851 | 100    | 45 425 | 51,1  | 43 426   | 48,9     |
| Міста | 33 999 | 100    | 17 900 | 52,6  | 16 099   | 47,4     |
| Села  | 54 852 | 100    | 27 525 | 50,2  | 27 327   | 49,8     |